# American Journal of Archaeology
American Journal of Archaeology – amerykańskie czasopismo naukowe poświęcone zagadnieniom z zakresu archeologii, wydawane przez Archaeological Institute of America.
Periodyk został założony w 1897 roku jako kontynuacja „American Journal of Archaeology and of the History of the Fine Arts” (zał. 1885).
Obecnie (2020) funkcję redaktora naczelnego pełni Jane B. Carter.